# Vichy (marque)
Pour les articles homonymes, voir Vichy (homonymie).
Vichy est une marque française de cosmétiques créée en 1931 par Georges Guérin, présidant les destinées des Parfums Grenoville et le Dr Prosper Haller, et acquise par L'Oréal en 1955.

## Histoire
La marque est établie en 1931, à la suite d'une rencontre entre Georges Guérin et le Dr Haller, un médecin des centres thermaux. Guérin et Haller fondent par la suite la société d'Hygiène Dermatologique de Vichy. L'eau qui entre dans la composition des produits de la marque Vichy provient uniquement des eaux de source de Vichy.
La marque commence à se développer au cours des années 1950 et elle est rachetée par le groupe L'Oréal en 1955.
L'année 1969 marque la construction de l'usine située à proximité des sources d'eau thermale. 